# 中貫宿

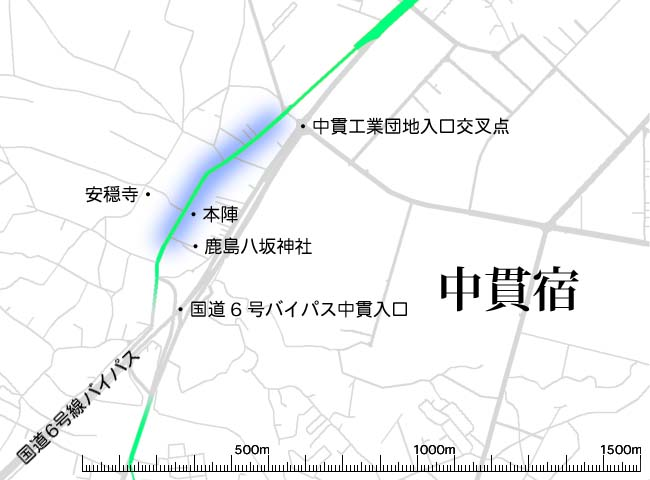
中貫宿の現代地図に旧水戸街道の道筋を重ねた地図。

中貫宿（なかぬきしゅく）は、水戸街道千住宿から12番目の宿場町。現在の茨城県土浦市中貫にあたる。
宿場町は、南北に500メートル程度の範囲に広がっている。本陣が残されているが、宿泊を常とする本陣ではなく、休憩本陣であった。

## 周辺
- 安穏寺
- 鹿島八坂神社 - 八坂神社系列の神社。
- 本陣 - 1860年代の建築で、現在も民家として使われている。内部の見学はできない。

## 隣の宿
土浦宿 - 中貫宿 - 稲吉宿
- 土浦宿 - 中貫宿は一里六町（約4.7キロ）。
- 中貫宿 -　稲吉宿は三十町（約3キロ）。